# Chromolaena
Chromolaena es un género de plantas fanerógamas perteneciente a la familia de las asteráceas. Comprende 195 especies descritas y solo 137 aceptadas.
Son nativos de las Américas, desde el sur de Estados Unidos a América del Sur (sobre todo Brasil). Una especie, Chromolaena odorata, se ha introducido en muchas partes del mundo donde se considera una mala hierba.
Las plantas de este género fueron antes taxonómicamente clasificadas en el género Eupatorium, pero ahora se considera más estrechamente relacionado con otros géneros de la tribu Eupatorieae.

## Taxonomía
El género fue descrito por Augustin Pyrame de Candolle y publicado en Prodromus Systematis Naturalis Regni Vegetabilis 5: 133. 1836. La especie tipo es: Chromolaena horminoides DC.
Etimología
Chromolaena: nombre genérico que deriva de las palabras griegas: χρῶμα (croma), que significa "de color", y λαινα (laena), que significa "manto". Se refiere a los colores de los filarios de algunas especies.

## Especies seleccionadas
- Chromolaena adenolepis
- Chromolaena alternifolia
- Chromolaena alvimii
- Chromolaena anachoretica
- Chromolaena anchoretica
- Chromolaena odorata[7]
- Chromolaena perglabra